# Ola John
Pour les articles homonymes, voir John.
Ola John, né le 19 mai 1992, est un footballeur international néerlandais d'origine libérienne. Il joue au poste de milieu de terrain.
Il est le frère de Collins John et de Paddy John (en).

## Biographie
À l'âge de deux ans, Ola fuit le Liberia avec sa mère et ses frères, à cause de la première guerre civile libérienne, durant laquelle son père sera tué. Ils s'installent aux Pays-Bas. Il ne retournera en Afrique qu'en 2009, lors de la coupe du monde des moins de 17 ans.

### En club
Le 24 mai 2012, Ola John signe un contrat avec le Benfica Lisbonne pour une durée de cinq ans. Le montant du transfert est estimé à 8,5 millions d'euros. En janvier 2014, il est prêté au club allemand du Hambourg SV.
Le 22 août 2016, il est prêté à Wolverhampton Wanderers.

### En sélection
En février 2012, Ola John est appelé pour la première fois par Bert van Marwijk pour évoluer en équipe nationale senior, lors du match amical contre l'Angleterre au stade de Wembley.

## Palmarès
- FC Twente:
  - Vainqueur de la Coupe des Pays-Bas en 2011
  - Vainqueur de la Supercoupe des Pays-Bas en 2010 et 2011

- Benfica Lisbonne
  - Championnat du Portugal en 2015 et 2016